# Vĩnh Long, Vĩnh Lộc
Vĩnh Long là một xã thuộc huyện Vĩnh Lộc, tỉnh Thanh Hóa, Việt Nam.

## Lịch sử
Trước năm 1953, xã Vĩnh Long ngày nay là một phần của xã Vĩnh Phúc (thuộc huyện Vĩnh Lộc).
Tháng 11 năm 1953, xã Vĩnh Phúc được chia thành 3 xã Vĩnh Phúc, Vĩnh Long và Vĩnh Hưng.
Năm 1977, huyện Vĩnh Thạch được thành lập trên cơ sở hợp nhất 2 huyện Vĩnh Lộc và Thạch Thành, xã Vĩnh Long thuộc huyện Vĩnh Thạch. Tuy nhiên đến năm 1982, chia huyện Vĩnh Thạch thành các huyện như cũ, xã Vĩnh Long trở lại thuộc huyện Vĩnh Lộc.

## Địa lý
Xã Vĩnh Long nằm bên bờ hữu sông Bưởi, ở phía tây bắc huyện Vĩnh Lộc, có vị trí địa lý:
- Phía đông giáp các xã Vĩnh Hưng, Vĩnh Phúc
- Phía tây giáp các xã Vĩnh Quang, Vĩnh Yên
- Phía nam giáp xã Vĩnh Tiến và thị trấn Vĩnh Lộc
- Phía bắc giáp các huyện Thạch Thành, Cẩm Thủy.

Xã Vĩnh Long có diện tích tự nhiên 14,88 km², dân số năm 2019 là 8.858 người, mật độ dân số đạt 595 người/km².

## Hành chính
Xã Vĩnh Long được chia thành 9 thôn: Bèo, Cầu Mư, Cẩm Bào, Đồi Mỏ, Đồi Thợi, Đông Môn, Tân Lập, Thành Phong, Xuân Áng.